# Созопол
Созо́пол, или Созо́поль (болг. Созопол, греч. Σωζόπολις, тур. Süzebolu) — город в юго-восточной Болгарии. В XIX веке этот город был известен в России в транскрипции Сизополь.

## География
Созополь находится в 34 км к восток-юго-востоку от Бургаса. Город расположен на небольшом полуострове, врезающемся в Чёрное море.
Вблизи Созополя находится самый крупный болгарский остров в Чёрном море Святой Иван.
Климат переходно-средиземноморский. летняя 

температура плюс 25 градусов по Цельсию.

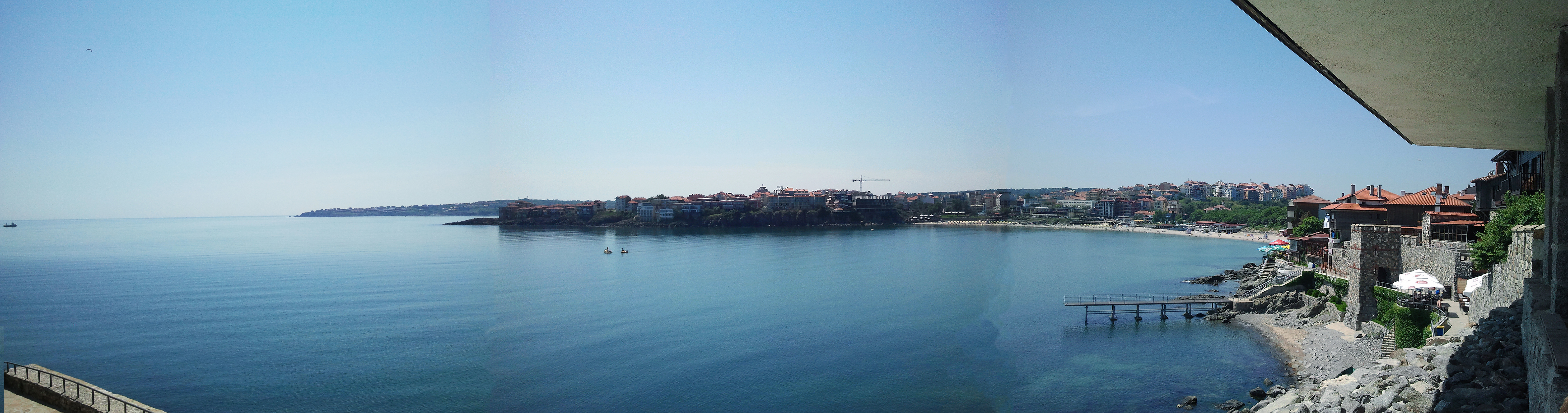
Панорама пляжа Созополя

## История

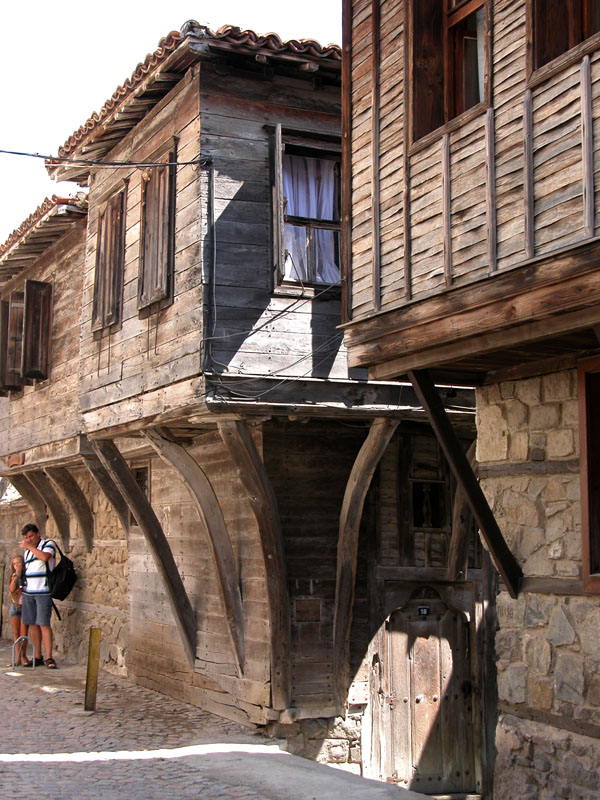
Типичные дома в старом городе

Созополь — старейший болгарский город на черноморском побережье. Первое поселение в этих местах возникло ещё в 4-3 тысячелетии до н. э. (бронзовый век). В 610 г. до н. э. на этом месте выходцами из Милета была основана греческая колония Аполлония, названная в честь бога Аполлона и воздвигнута 14-метровая статуя Аполлона. В 72 до н. э. римский полководец Марк Теренций Варрон Лукулл захватил и разрушил Аполлонию, а вышеупомянутую статую вывез в Рим (где она и пребывает до сих пор).
Во время русско-турецкой войны 1828—1829 годов турецкая крепость Созополь (Сизеболи) была взята 15-16 февраля 1829 года отрядом из русских линкоров «Императрица Мария», «Пантелеймон» и «Пимен», фрегатов «Рафаил» и «Евстафий» и трех канонерских лодок во главе с контр-адмиралом Михаилом Николаевичем Кумани (335 орудий и 1162 десантника). План взятия крепости был одобрен лично императором Николаем I. В течение 15 февраля огнём русских корабельных орудий были подавлены все береговые батареи противника, а утром 16 февраля под прикрытием тумана 500 русских десантников высадились на берег. Завидев их, турецкий гарнизон (1600 человек) покинул Созополь. Глава турецкого гарнизона Хамиль-паша был взят в плен, трофеями русских стали 2 знамени, 11 орудий, большое количество боеприпасов и продовольствия. После взятия города русские тут же начали возводить в нём новые укрепления.
28 марта 1829 года турецкие войска (4000 пехоты, 1800 кавалерии) предприняли отчаянную попытку вернуть Созополь. Штурм крепости продолжался весь день, но был успешно отбит совместными силами русской армии, флота и крепостной артиллерии. Во время боя погибло 27 матросов и солдат в крепости и 5 матросов на кораблях.
За взятие Созополя контр-адмирал М. Н. Кумани был удостоен ордена Святой Анны 1-й степени, а 2 пушки, взятые в Созополе, были подарены городам Севастополь и Николаев. В 1841 году в честь взятия города был назван 60-пушечный фрегат русского флота «Сизополь». В настоящее время в Созополе сохранилась часть крепостной стены — свидетельницы боев 1829 года и открыта мемориальная доска в память русских офицеров, матросов и солдат, бравших крепость штурмом, а затем защищавших её.
19 апреля 1829 года в Созополе была развернута оперативная база Черноморского флота. Легендарный русский бриг «Меркурий» под командованием капитан-лейтенанта А. И. Казарского вышел на прославивший его бой с двумя турецкими линейными кораблями 14 мая 1829 года именно из Созополя и вернулся в Созополь.
Летом 1829 года в городе свирепствовала чума, унёсшая жизни 1,5 тысяч человек.

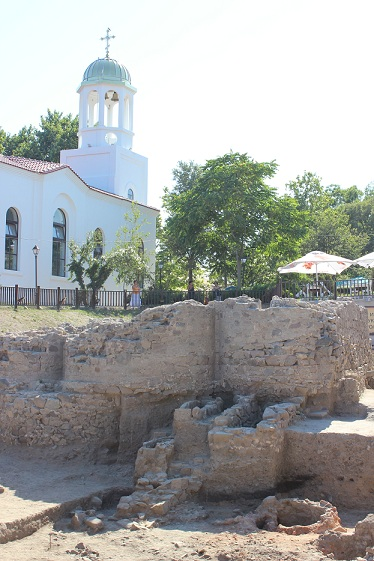
Церковь братьев Кирилла и Мефодия (1888) и остатки средневековой церкви Николая

Большая часть греческого населения покинула город в результате погромов 1906 года. Тем не менее и в 1920 году 2-тысячный Созополь оставался по преимуществу греческим городом.
В январе 1920 года в город прибыла из Крыма большая партия (около 100 человек) тяжело раненных русских офицеров из инвалидной роты Севастопольского офицерского батальона. Они жили в невероятно трудных условиях: ночевали на чердаках, в сараях, прямо на пристани. Тем не менее, в декабре 1920 г. ими был основан Созопольский союз русских увечных воинов — первое подобное объединение на территории Болгарии. К 1921 году созопольские инвалиды были поселены частью в Новой Загоре, частью в Княжево.
Старинная часть города — архитектурный заповедник. В ней преобладают построенные в XIX веке деревянные дома рыбаков. Иногда встречаются каменные жилые дома постройки начала XX века и 1930-х годов. В целом Старый город напоминает старую часть Несебра, однако Старый Созополь гораздо камернее и хуже приспособлен для туристов, так как большинство домов занимают не кафе, рестораны и сувенирные лавки, а жилые помещения. Среди архитектурных достопримечательностей Старого города выделяются двухэтажное здание почты (начало XX в.) и расположенное на небольшом острове Святого Кирика здание Рыболовецкого училища (начало XX в.), ныне находящееся в заброшенном состоянии.
С 1925 года город активно строится на мысе Харманите, названным так из-за множества мельниц-«харманов», которые находились здесь в древние времена. Последние мельницы были снесены в 1950-х годах, но и теперь их изображения являются одним из символов города. В 1940-х годах на Харманите также был построен большой дот, прикрывавший Созополь с моря, однако в боевых действиях он не участвовал и сейчас находится в заброшенном состоянии.
9 февраля 1948 года два истребителя Supermarine Spitfire LF Mk IX ВВС Турции пересекли болгаро-турецкую границу у села Резово и совершили вторжение в воздушное пространство страны, они были сбиты у города Созополь.
Недалеко от Созополя есть археологический музей, в котором можно увидеть богатую коллекцию греческих ваз. Жители Созополя гордятся церковью Св. Богородицы с замечательным иконостасом, выполненным местными резчиками по дереву.
Старую и новую части города соединяет проложенный в 1950-х годах бульвар и разбитый в то же время на берегу моря парк, вход в который открывает мемориальная арка с именами местных уроженцев, павших во время Первой Балканской, Первой мировой и Второй мировой войн. Основные артерии города — улицы Аполония (центр Старого города), Републиканска и Ропотамо, именно там сосредоточено большинство магазинов, ресторанов и развлекательных заведений.
В 2012 году при проведении раскопок в Созополе были открыты два средневековых захоронения: грудная клетка скелетов была пронзена железными клиньями. Такие «меры предосторожности» в старину принимались в отношении предполагаемых вампиров с тем, чтобы они не восстали из могилы.

## Курортная инфраструктура

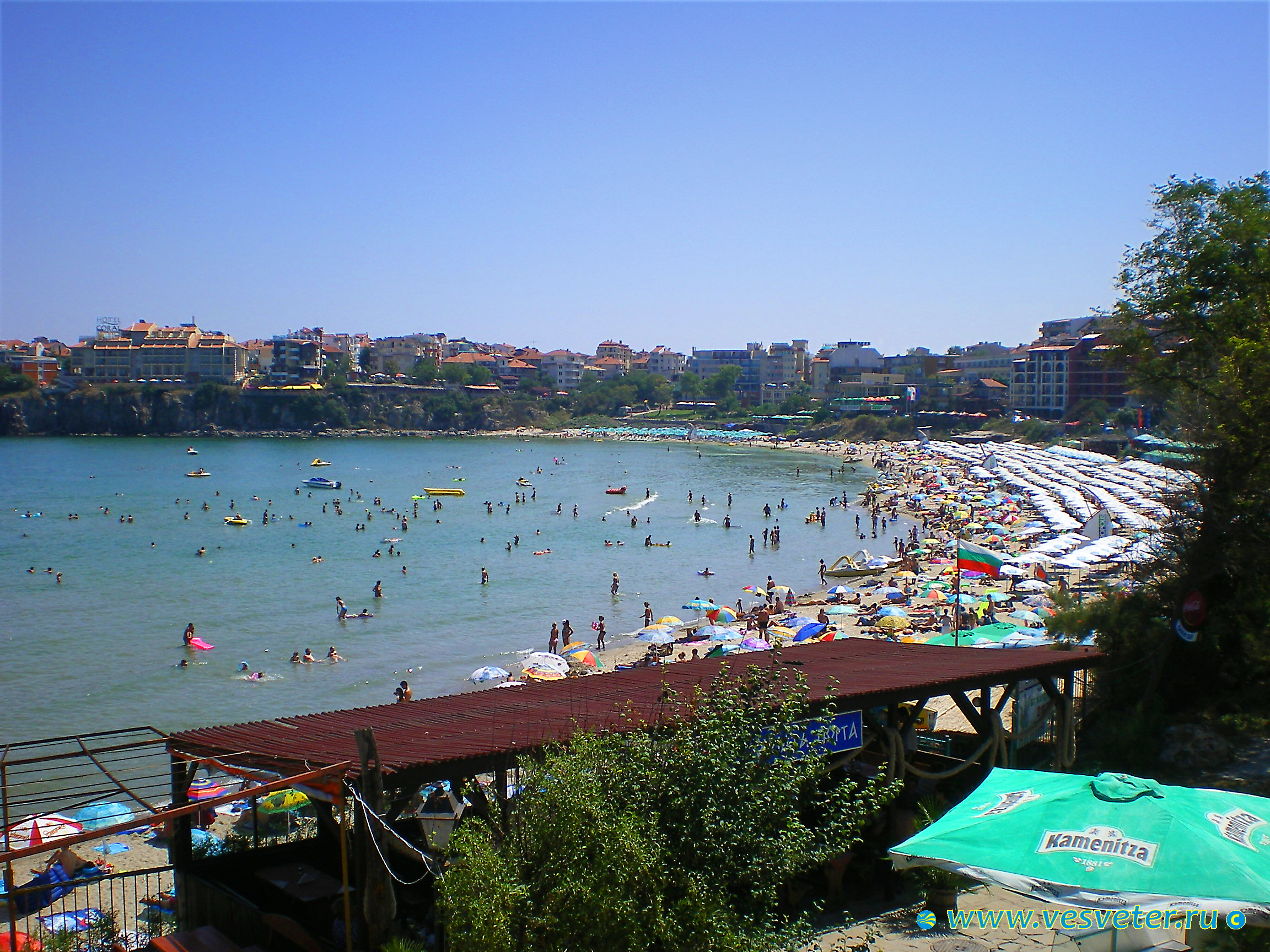
Пляж в Созополе

Изначально будучи рыбацким селением, Созополь начал понемногу развиваться как курорт ещё в середине 1920-х гг.
Активная реклама Созополя как курорта в Болгарии началась в 1960-е годы.
В настоящее время Созополь является одним из привлекательных туристских мест Болгарии. В последние годы построено много новых отелей, в городе расположен широкий пляж.
В городе более 600 ресторанов, таверн, баров, дискотек, увеселительных национальных заведений, которые заботятся о хорошем настроении туристов.

## Политическая ситуация
Кмет (глава) общины Созополя — Тихомир Йорданов Янакиев (Болгарская социалистическая партия (БСП)) по результатам выборов в правление общины.

## Памятники

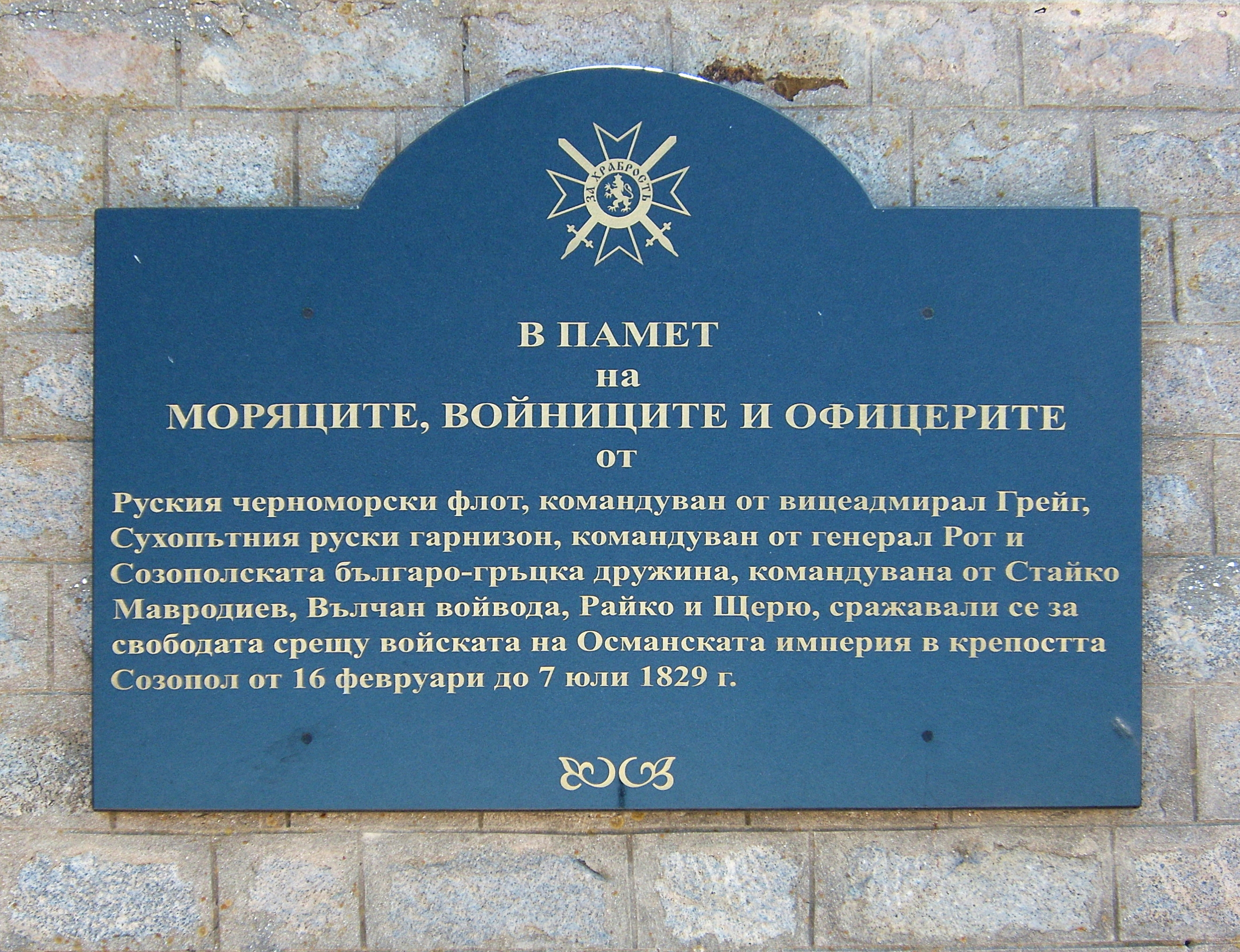
Памятная доска русским, болгарским и греческим морякам, воинам и офицерам, воевавшим с Османской империей в крепости Созополь с 17 февраля по 7 июля 1829 года

- Памятная доска русским, болгарским и греческим морякам, воинам и офицерам, воевавшим с Османской империей в крепости Созополь с 17 февраля по 7 июля 1829 года.

## Города-побратимы
- Адлерский район города Сочи, Россия;
- Алушта, Республика Крым

## Галерея

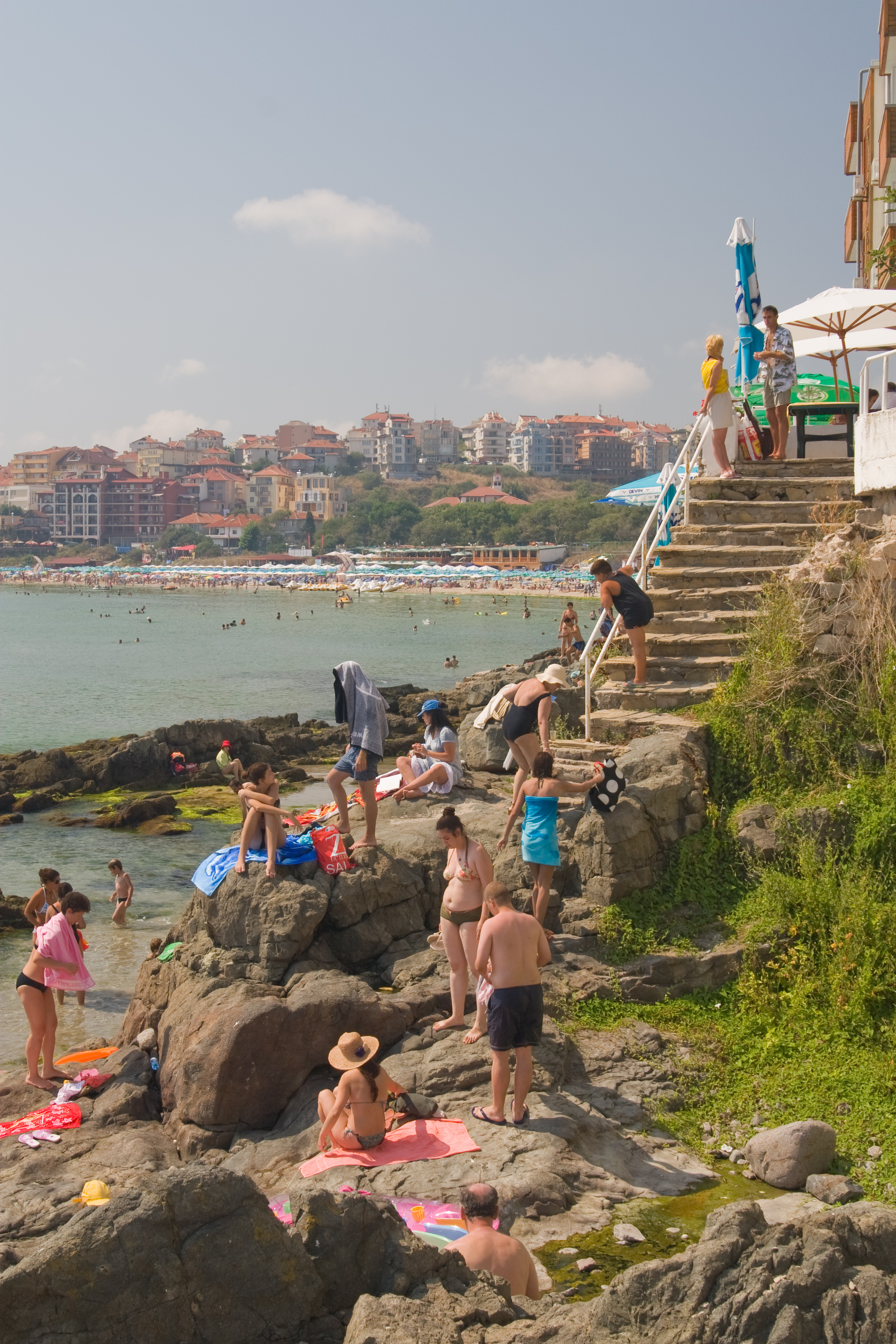
Пляж
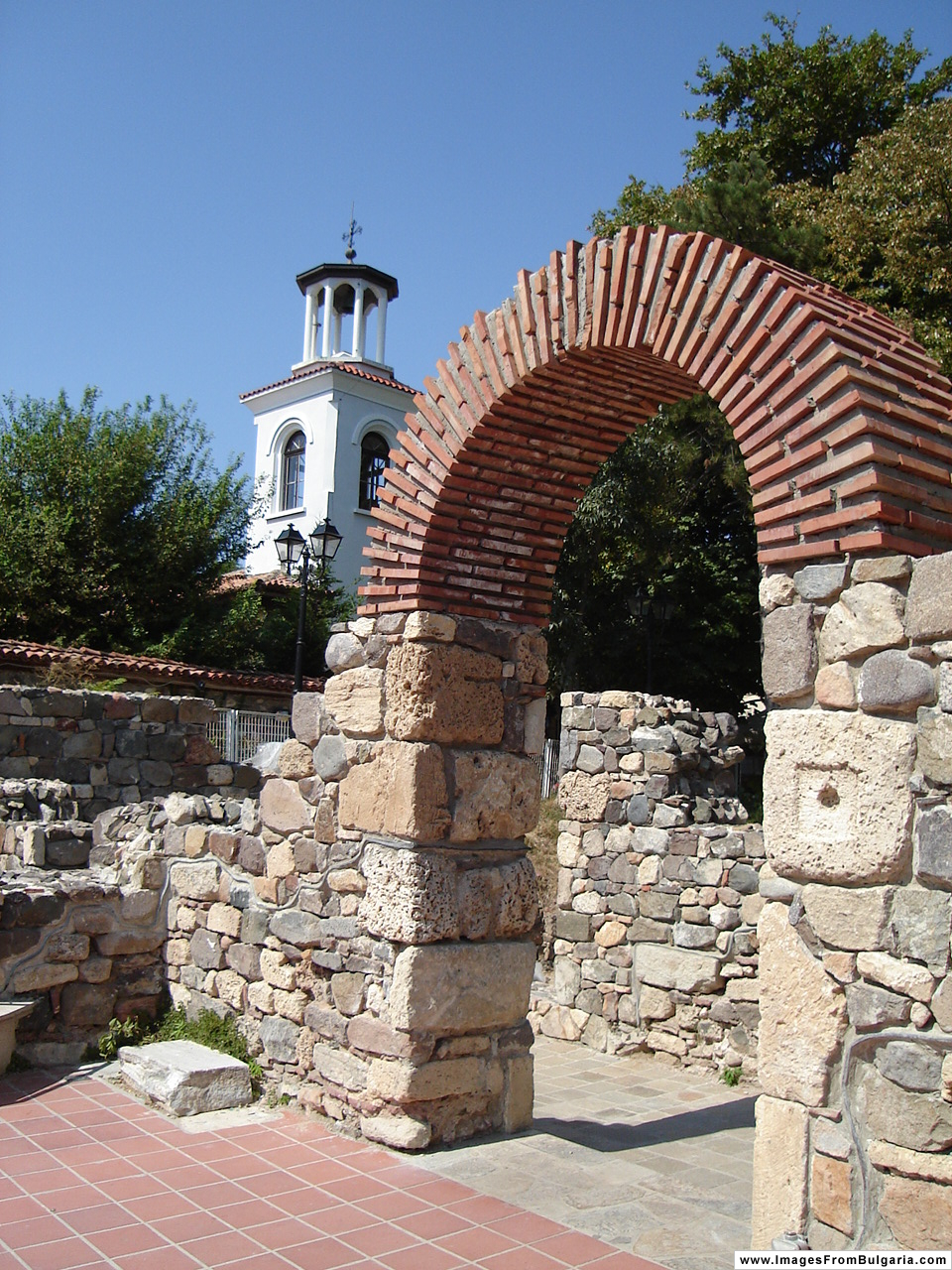
Античные останки
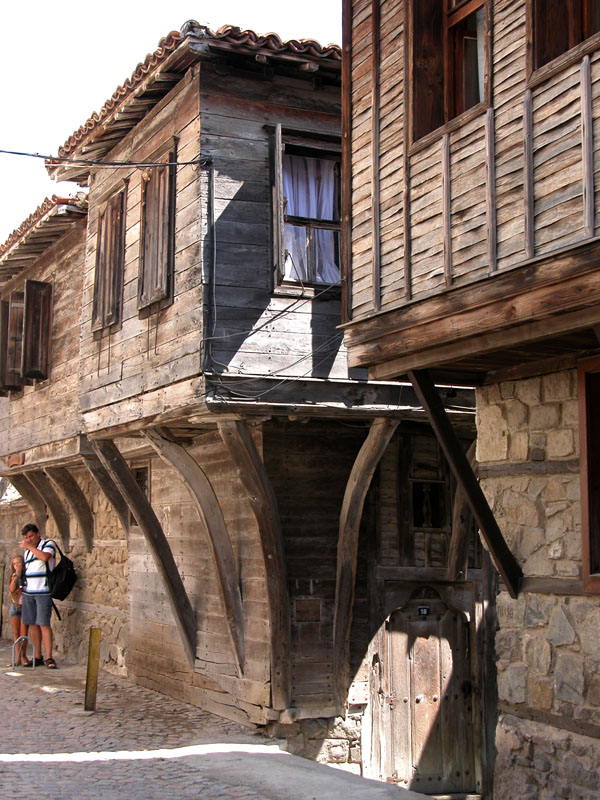
Деревянные дома
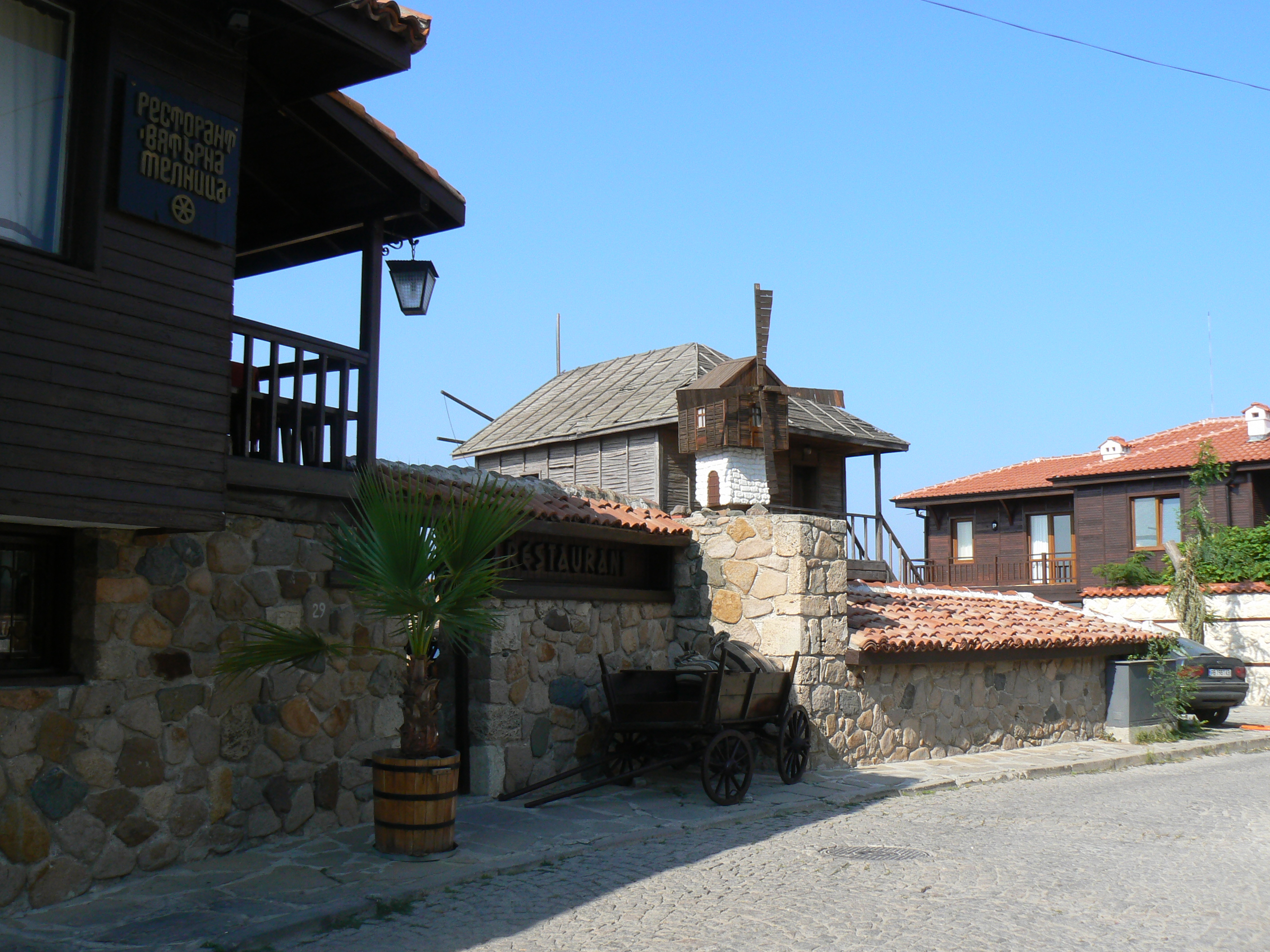
Старый город Созополь
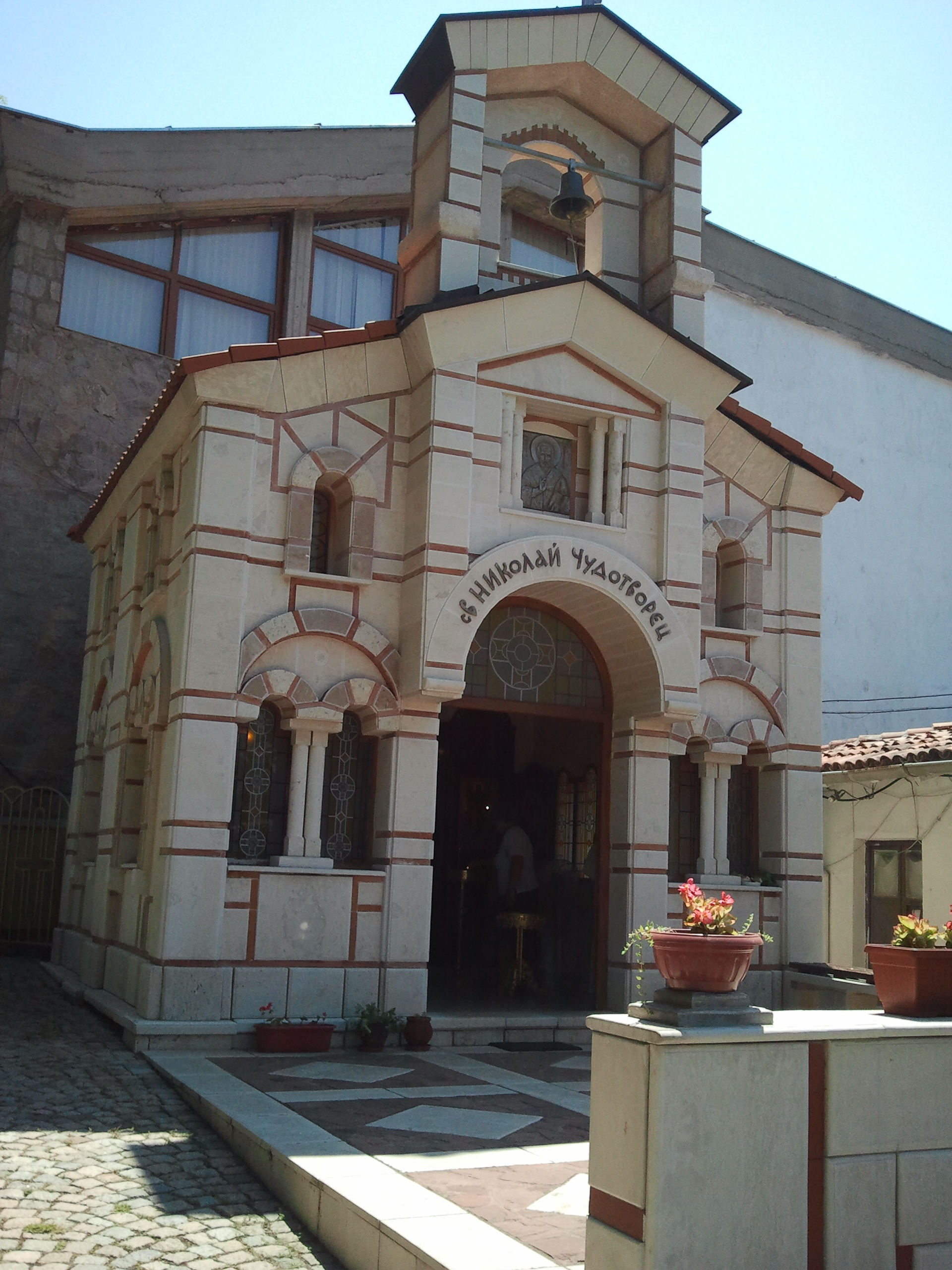
Старый город Созополь
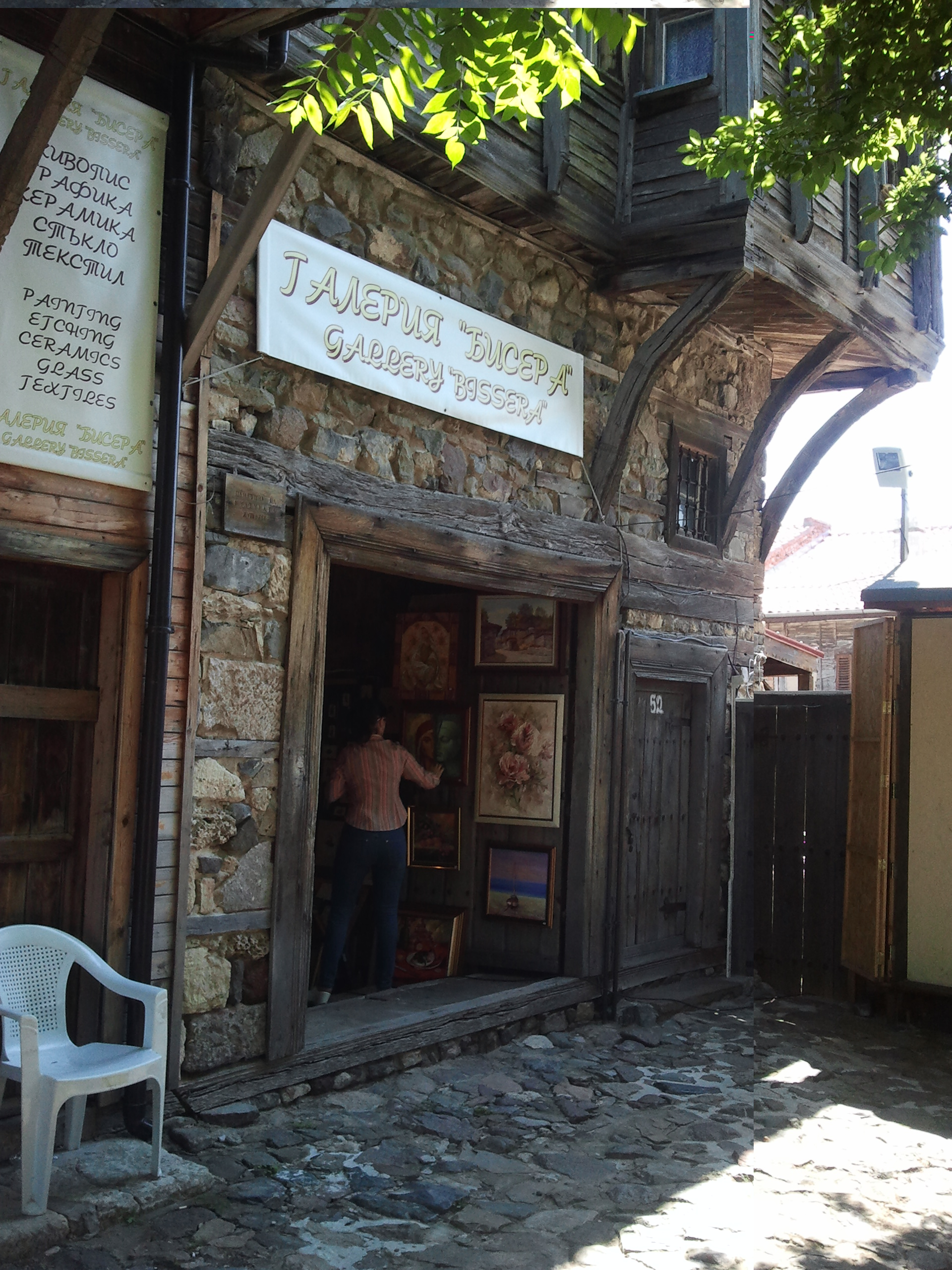
Старый город Созополь